# Ritter (Ordenskunde)
Ritter (auch Ritter II. Klasse) bezeichnet in der Phaleristik eine Stufe oder Klasse von Orden und Ehrenzeichen. Üblicherweise wird hiermit international die niedrigste Stufe der Verdienstorden bezeichnet (abgesehen von den „affiliierten“ Verdienstzeichen, Verdienstkreuzen und Medaillen).

## Entwicklung
Die Hausorden des Mittelalters waren einstufig, d. h. sie bestanden ausschließlich aus Rittern. Ludwig XIV. führte 1693 mit dem St.-Ludwigs-Orden den ersten Verdienstorden mit drei Stufen (Ritter – Komtur – Großkreuz) ein, wodurch der Ritter zur niedrigsten Stufe und aus ursprünglichen Amtsbezeichnungen der geistlichen Ritterorden (Komtur, Provinzial) Rangbezeichnungen wurden. Nach diesem Vorbild wurden im 18. Jahrhundert mehrstufige Militärverdienstorden und der zivile k.u. Sankt-Stephans-Orden gestiftet. In zwei-, manchmal auch dreistufigen Orden wurde das Ritterkreuz auch Kleinkreuz genannt.
Als Vorbild für die heute meist übliche Einteilung der Verdienstorden in fünf Stufen (Ritter – Offizier – Komtur – Großoffizier – Großkreuz) gilt jenes System, welches zuerst 1802 in Frankreich von Napoleon Bonaparte bei der Stiftung der Ehrenlegion (Légion d’honneur) eingeführt wurde. Im frühen 19. Jahrhundert schufen nach diesem Vorbild auch bereits bestehende, ursprünglich einstufige Orden unter französischem Einfluss neue Klassen:
- Dannebrogorden (Dänemark, 1808)
- Order of the Bath (Vereinigtes Königreich, 1815)
- Silvesterorden (Heiliger Stuhl, 1905)
- Piusorden (Heiliger Stuhl, 1856)
- Nassauischer Hausorden vom Goldenen Löwen (Haus Nassau, 1873–1892 mehrstufig)

Im System des Verdienstordens der Bundesrepublik Deutschland entspricht das Ritterkreuz dem Verdienstkreuz am Bande, in Österreich dem Ehrenzeichen für Verdienste um die Republik Österreich.

## Trageweise

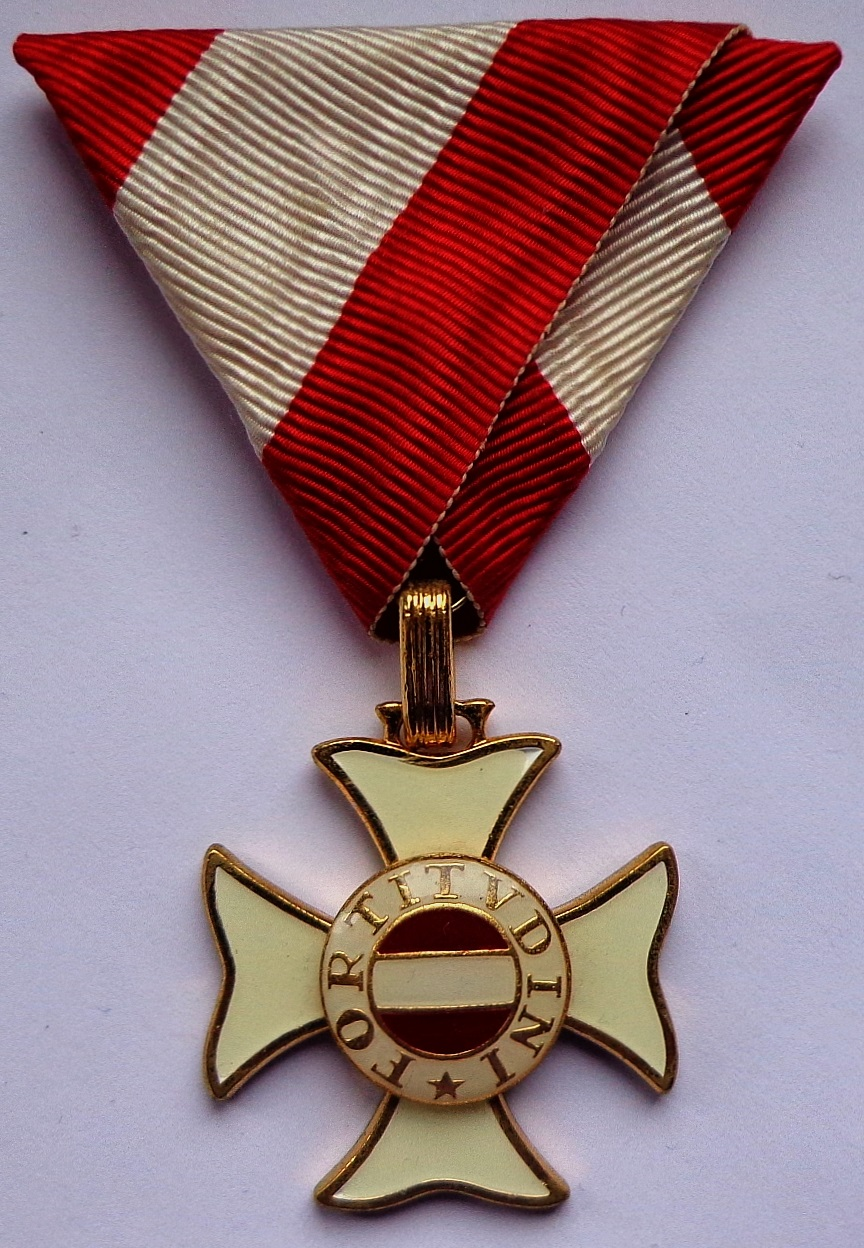
Ritterkreuz des Militär-Maria-Theresien-Ordens

Das Insigne wird üblicherweise als Auszeichnung am Ordensband an der linken Brust getragen. Ursprünglich wurde das Band am Knopfloch befestigt.

## Ausnahmen
Bekannte Ausnahmen, die nicht dem heute meist üblichen Schema der Einteilung der Verdienstorden in fünf Stufen entsprechen, sind das Ritterkreuz des Eisernen Kreuzes und das Ritterkreuz des Kriegsverdienstkreuzes, die zwar dem Namen nach „Ritterkreuze“, gemäß der internationalen Klassifizierung aber eher als Komturkreuze einzustufen sind.
Die Ritter einstufiger Hausorden tragen in der Regel das Insigne (wie das Großkreuz mehrstufiger Orden) am Schulterband, häufig zusammen mit einem Bruststern. Ausnahmen bilden die Ritter des Annunziaten-Ordens und vom Goldene Vlies, die das Insigne am Hals tragen.
Ein Ritter bzw. eine Dame eines einstufigen Ritterordens des Vereinigten Königreichs wird als Knight Companion bzw. Lady Companion bezeichnet, der eines mehrstufigen Ritterordens oder eines Verdienstordens als Companion (CB, CMG) oder als Member (MVO, MBE).
Klassenorden wie der russische Orden des Heiligen Georg, der österreichische Orden der Eisernen Krone und der preußische Rote Adlerorden waren in durchnummerierte Ritterklassen geteilt, wobei der Ritter I. Klasse dem Großkreuz und der Ritter IV. bzw. III. Klasse dem Ritter entsprach. Auch die Träger des Militär-Wilhelms-Ordens werden grundsätzlich „Ritter“ genannt, nur die oberen beiden Klassen heißen zusätzlich „Großkreuz“ bzw. „Komtur“.
Eine nichtstaatliche, private Auszeichnung war das 1919 durch Alfred von Randow gestiftete Deutschritter-Kreuz.